# Pertusaria stellata
Pertusaria stellata är en lavart som beskrevs av Fryday. Pertusaria stellata ingår i släktet Pertusaria och familjen Pertusariaceae.   Inga underarter finns listade i Catalogue of Life.